# Jörg Gundel
Jörg Gundel (* 1967 in Erlangen) ist ein deutscher Jurist und Professor an der Universität Bayreuth.

## Ausbildung und beruflicher Werdegang
Nach Abschluss seiner Schulbildung nahm Gundel 1986 das Studium der Rechtswissenschaften an den Universitäten Erlangen-Nürnberg und Aix-Marseille auf, das er 1992 mit dem Ersten Staatsexamen abschloss. Während des Rechtsreferendariats am Oberlandesgericht Nürnberg war Gundel zugleich als wissenschaftlicher Mitarbeiter an der Universität Erlangen-Nürnberg tätig und wurde 1996 mit einer Arbeit im Europarecht zum Doktor der Rechte promoviert. Zwischen 1997 und 2003 war Gundel dann als wissenschaftlicher Assistent an der Freien Universität Berlin angestellt und erhielt 2002 die Lehrbefugnis für Öffentliches Recht, Völker- und Europarecht sowie Medienrecht. 
Nach Lehrstuhlvertretungen an der Johann Wolfgang Goethe-Universität Frankfurt am Main, der Ruhr-Universität Bochum und der Universität Bayreuth erhielt Gundel zum Wintersemester 2004/2005 Rufe nach Bochum und Bayreuth, wobei er letzteren annahm. Seitdem betreut er dort den Lehrstuhl für Öffentliches Recht, Völker- und Europarecht. Von 2018 bis 2020 war er dort Dekan der Rechts- und Wirtschaftswissenschaftlichen Fakultät.
Er ist Mitglied in der Vereinigung der Deutschen Staatsrechtslehrer und der Deutschen Gesellschaft für Internationales Recht.

## Forschungsschwerpunkte
Gundels Forschung konzentriert sich neben dem Europa- und Wirtschaftsvölkerrecht vor allem auf das Energie- und Medienrecht. Er ist geschäftsführender Direktor der „Forschungsstelle für deutsches und europäisches Energierecht“ (FER) an der Universität Bayreuth, die regelmäßig die Bayreuther Energierechtstage veranstaltet. Gemeinsam mit dem Co-Direktor der Forschungsstelle, Knut Werner Lange, gib er die Schriftenreihe „Energierecht“ beim Mohr Siebeck Verlag heraus. Gundel gehört unter anderem dem Wissenschaftlichen Beiräten der „Zeitschrift für das gesamte Recht der Energiewirtschaft“ (EnWZ) und der „Recht der Energiewirtschaft“ (RdE) an und ist Kommentator in zahlreichen Werken zum Energie-, Europa- und Verfassungsrecht.

## Veröffentlichungen (Auswahl)
- Die Einordnung des Gemeinschaftsrechts in die französische Rechtsordnung. Duncker & Humblot, Berlin 1997, ISBN 3-428-09061-6.
- Helmut Lecheler, Jörg Gundel: Übungen im Europarecht. de Gruyter, Berlin 1999, ISBN 3-11-014965-6.
- Helmut Lecheler, Jörg Gundel, Claas Friedrich Germelmann: Europarecht. 3. Auflage. C.H. Beck, München 2022, ISBN 978-3-406-60012-8.